# Las-Baran
Las-Baran – osada leśna w Polsce położona w województwie lubelskim, w powiecie lubartowskim, w gminie Serniki.
W latach 1975–1998 miejscowość należała administracyjnie do województwa lubelskiego.